# Miłosz Frąckowiak
Miłosz Wojciech Frąckowiak (ur. 3 kwietnia 1930 roku w Katowicach, zm. 12 stycznia 2023 roku w Gdańsku) – polski inżynier i pracownik naukowy, wieloletni wykładowca na Wydziale Budowy Okrętów Politechniki Gdańskiej. Numizmatyk, członek Polskiego Towarzystwa Numizmatycznego.

## Życiorys
Syn Eustachego Frąckowiaka i Marii Frąckowiak z domu Gabryelewicz. Najmłodszy z czwórki rodzeństwa (siostra Halina, bracia Janusz i Zbisław).
Przed wybuchem II wojny światowej ukończył trzy klasy szkoły powszechnej. Okres okupacji spędził w Szczyrku, włączonym wówczas do Rzeszy Niemieckiej. Jako czternastolatek został skierowany do pracy przymusowej. Początkowo był gońcem w Urzędzie Gminy w Szczyrku, następnie pomocnikiem w zakładzie mechanicznym w Bielsku. Zajęcie to było szczególnie uciążliwe ze względu na długi czas pracy (ponad 10 godzin) i kilkugodzinne dojazdy. Po wojnie kontynuował edukację w Państwowym Gimnazjum i Liceum w Katowicach. Maturę zdał w 1950 roku.
Od najmłodszych lat interesował się tematyką morską. Uczestniczył w obozach żeglarskich prowadzonych przez Ligę Morską. W 1947 roku odbył „Kurs Pracy Morskiej” zorganizowany przez Państwowe Centrum Wychowania Morskiego w Szczecinie.
W 1956 roku ukończył z tytułem magistra inżyniera studia na Wydziale Budowy Okrętów Politechniki Gdańskiej.

## Działalność naukowa i dydaktyczna
W czasach studenckich zdobywał doświadczenie zawodowe, opracowując dokumentacje techniczne dla jednostek pływających w zakresie pomiaru, opisu i konstrukcji kadłubów okrętowych, na zlecenie Gospodarstw Pomocniczych działających przy niektórych katedrach Wydziału Budowy Okrętów Politechniki Gdańskiej. Z początkiem roku akademickiego 1955/1956, podjął pracę naukową i dydaktyczną na Wydziale Budowy Okrętów Politechniki Gdańskiej w Katedrze Teorii Okrętu. Dołączył wówczas do dynamicznie rozwijającego się zespołu prowadzonego przez prof. Lecha Kobylińskiego. Jako dydaktyk prowadził ćwiczenia, laboratoria i wykłady. Materiały, które opracował, zostały wydane w formie skryptów.
W ramach działalności naukowej realizował badania dotyczące stateczności statków oraz wodowania bocznego i oporu modeli statków. Badania realizował również w utworzonym przez prof. Kobylińskiego Ośrodku Doświadczalnym Politechniki Gdańskiej w Iławie na jeziorze Jeziorak. Mierzył właściwości oporowo-napędowe i badał zachowania modeli statków w warunkach rzeczywistego falowania. Zajmował się także projektowaniem śrub okrętowych.
W 1964 roku uzyskał stopień doktora nauk technicznych za rozprawę na temat poprzecznego kołysania okrętu. W latach 1965–1966, w ramach stypendium British Council, odbył staż naukowy w National Physical Laboratory w Ship Division w Feltham pod Londynem. Tytuł docenta uzyskał w 1970 roku. W latach 1970–1973 był wykładowcą na Wydziale Okrętowym Uniwersytetu w Basrze w Iraku. Po powrocie, w latach 1974–1980 pełnił funkcję zastępcy dyrektora Instytutu Okrętowego Politechniki Gdańskiej do spraw studenckich. Był również członkiem zespołu do spraw mechaniki przy Ministerstwie Nauki i Szkolnictwa Wyższego. Od 1981 do 1983 roku wykładał w Rivers State University of Science and Technology w Port Harcourt w Nigerii. W latach 1968–1970 i 1985–1995 pełnił obowiązki Pełnomocnika Rektora Politechniki Gdańskiej ds. studentów zagranicznych.
W ramach działań Polskiego Rejestru Statków brał udział w badaniach dotyczących stateczności małych statków rybackich. Brał również udział w pracach Podkomitetu SLF (International Maritime Organization Sub-Committee on Ship Design and Construction, Stability and Load Lines and Fishing Vessel Safety) Międzynarodowej Organizacji Morskiej (International Maritime Organization) obejmujących tematykę stateczności, linii ładunkowych i bezpieczeństwa statków rybackich. W latach 80. był także ławnikiem Odwoławczej Izby Morskiej w Gdyni. Był promotorem czterech prac doktorskich.

## Stowarzyszenia
W 1975 roku został członkiem Polskiego Towarzystwa Numizmatycznego (PTN). Aktywnie uczestniczył w pracach Oddziału Gdańskiego PTN. Wielokrotnie był delegatem na Walne Zjazdy Towarzystwa, wygłaszał prelekcje historyczno-numizmatyczne dla członków PTN, przygotowywał liczne wystawy medalierskie, prezentując własne zbiory i publikował artykuły w prasie numizmatycznej, popularyzując głównie lokalne medalierstwo i jego twórców. Przez wiele lat był też członkiem kolegium redakcyjnego „Gdańskich Zeszytów Numizmatycznych” – periodyku Oddziału Gdańskiego PTN.
Z chwilą powstania w 1992 roku Towarzystwa Okrętowców Polskich „Korab" został jego aktywnym członkiem.

## Działalność na emeryturze
W 1995 roku przeszedł na emeryturę, lecz pozostał aktywny w działaniach Polskiego Towarzystwa Numizmatycznego i Towarzystwa Okrętowców Polskich „Korab". Zaangażował się też w opracowanie monografii dotyczącej historii Wydziału Okrętowego Politechniki Gdańskiej
Będąc na emeryturze prowadził wykłady z budowy okrętów na Wydziale Elektrycznym Wyższej Szkoły Morskiej w Gdyni. Kilkakrotnie pełnił funkcję sekretarza naukowego sympozjów Hydromechaniki Okrętowej, które współorganizowała Politechnika Gdańska.
Łącząc zamiłowanie do przeszłości z pasją kolekcjonerską, ocalał od zapomnienia bogate dzieje polskiego przemysłu okrętowego. Korzystając z własnych i obcych zbiorów dotyczących tej dziedziny, poświęcił kilkanaście lat na samodzielne opracowanie i wydanie w 2018 roku publikacji „Zaszczytne I Pamiątkowe Symbole w Polskim Przemyśle Okrętowym”.

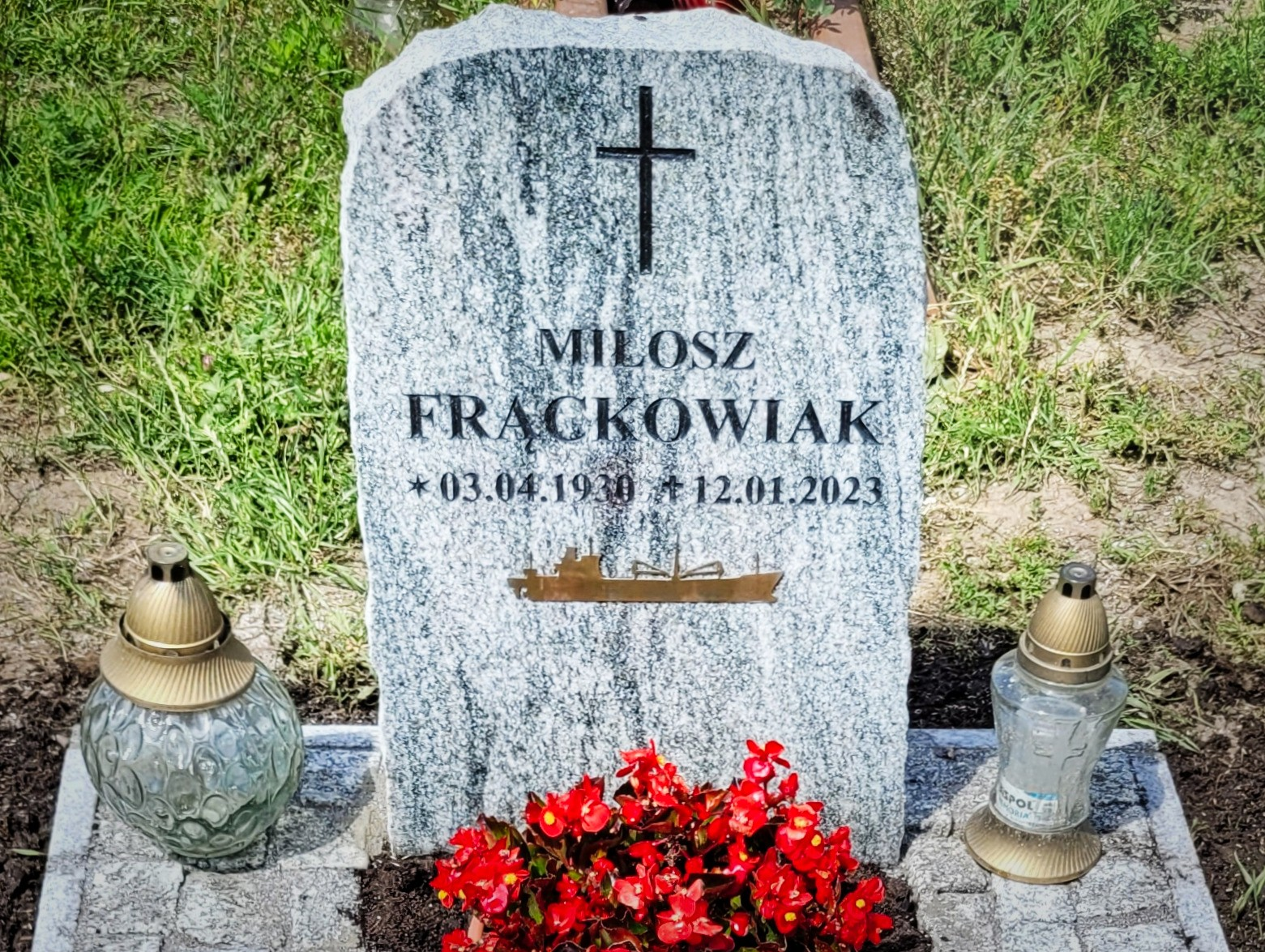
Miłosz Frąckowiak, nagrobek, Cmentarz Łostowicki

Zmarł w Gdańsku. Został pochowany na Cmentarzu Łostowickim w Gdańsku (kwatera 146, rząd 9, nr 5).

## Odznaczenia i nagrody
- Za pracę naukową i dydaktyczną w Politechnice Gdańskiej był wielokrotnie nagradzany nagrodami Rektora PG oraz nagrodami Ministra Nauki i Szkolnictwa Wyższego.
- Za udział w badaniach łodzi ratunkowych na strefę ognia otrzymał nagrodę Przewodniczącego Komitetu Nauki i Techniki.
- W 1976 roku uchwałą Rady Państwa otrzymał Złoty Krzyż Zasługi za dwudziestoletnią nienaganną pracę pedagogiczną.
- W roku 1980 postanowieniem Prezydium Wojewódzkiej Rady Narodowej w Gdańsku za szczególne zasługi w rozwoju województwa gdańskiego otrzymał odznakę honorową „Zasłużonym Ziemi Gdańskiej”.
- W 1986 roku za trzydziestoletnią szczególnie wyróżniającą się pracę dydaktyczno-wychowawczą otrzymał Krzyż Kawalerski Orderu Odrodzenia Polski.
- Otrzymał wiele wyróżnień za działalność w Polskim Towarzystwie Numizmatycznym, m.in.: 
  - w 1995 roku Złotą Odznakę PTN;
  - w 2001 roku medal „Za Zasługi dla Numizmatyki”, Złotą Odznakę Oddziału Gdańskiego PTN;
  - w 2002 roku odznakę „Zasłużony Działacz Kultury” nadaną przez Ministra Kultury i Sztuki;
  - w 2003 roku tytuł Honorowego Członka PTN;
  - w 2018 roku Złoty Medal Okolicznościowy im. prof. Ryszarda Kiersnowskiego przyznany przez Zarząd Główny PTN;
  - w 2020 roku medal „Merentibus" Oddziału Gdańskiego PTN.

## Publikacje

### Politechnika Gdańska
1. "Wspomnienia z dawnych lat", Aleksander Rylke, red. Marek Dzida, Miłosz Frąckowiak, Iwona Golecka, Wydawnictwo Politechniki Gdańskiej, 2018, ISBN 978-83-7348-722-2.
2. "70 lat studiów okrętowych w Politechnice Gdańskiej - Ojczyźnie, Morzu wierni" - red. Miłosz Frąckowiak, Edmund Ledwoń, Wydawnictwo Politechniki Gdańskiej, 2015, ISBN 978-83-734863-6-2.
3. "Studia okrętowe w Politechnice Gdańskiej 1945–2010" - red. Marek Dzida, Miłosz Frąckowiak, Politechnika Gdańska. Wydział Oceanotechniki i Okrętownictwa, 2010.
4. "Zastosowanie Polskiej Myśli i Wiedzy do Nowoczesnego Okrętownictwa Światowego", Guy C. Voley, red. Marek Dzida, Miłosz Frąckowiak, Politechnika Gdańska. Wydział Oceanotechniki i Okrętownictwa, 2009.
5. "Okrętowcy polscy na obczyźnie" - red. Marek Dzida, Miłosz Frąckowiak, Politechnika Gdańska. Wydział Oceanotechniki i Okrętownictwa, 2006.
6. "Studia okrętowe w Politechnice Gdańskiej 1945-2005" - red. Marek Dzida, Miłosz Frąckowiak, Stanisław Sobkowski, Edmund Brzoska, Politechnika Gdańska. Wydział Oceanotechniki i Okrętownictwa, 2005.
7. "Studia okrętowe w Gdańsku 1904–1945" - red. Marek Dzida, Miłosz Frąckowiak, Stanisław Sobkowski, Politechnika Gdańska. Wydział Oceanotechniki i Okrętownictwa, 2004.
8. "Zabezpieczenie statków rybackich przed przewróceniem" - Miłosz Frąckowiak, Zeszyty Naukowe Politechniki Gdańskiej, Nr 424, Budownictwo Okrętowe Nr 49, Wydawnictwo Politechniki Gdańskiej 1990.
9. "Ramiona prostujące małych statków rybackich na fali wzdłużnej" - Miłosz Frąckowiak, Zeszyty Naukowe Politechniki Gdańskiej, Nr 421, Budownictwo Okrętowe Nr 48, Wydawnictwo Politechniki Gdańskiej 1990.

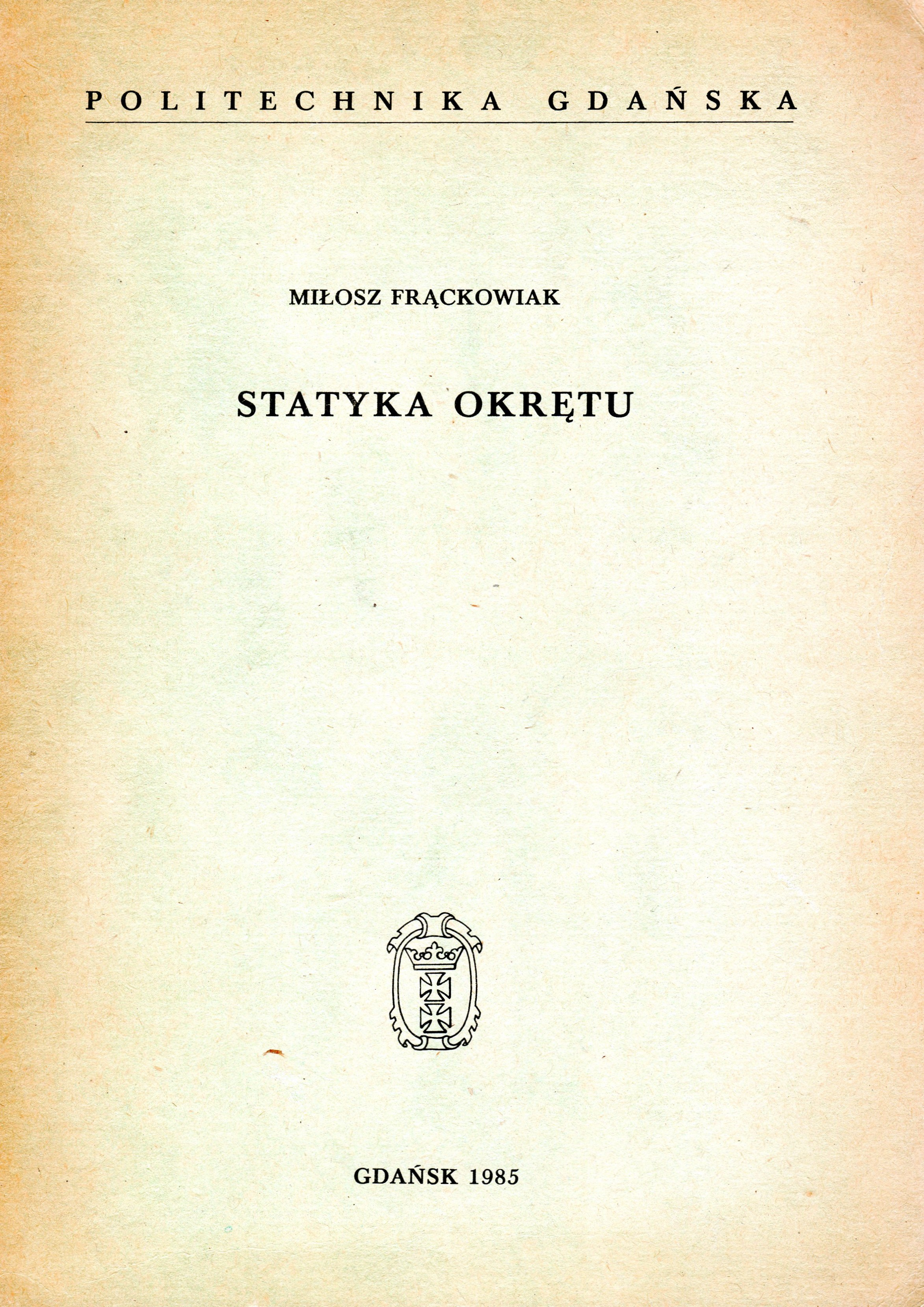
"Statyka okrętu" 1985

10. "Statyka okrętu" 1985"Statyka Okrętu" - Miłosz Frąckowiak, Wydawnictwo Politechniki Gdańskiej nr 528, Gdańsk 1985, Skrypt dla studentów III roku Instytutu Okrętowego, specjalności Budowa okrętów. Recenzent: Mieczysław Krężelewski.
11. "Badania nad kształtem kadłuba trawlera rybackiego" - Miłosz Frąckowiak, Marian Szczerba, Zeszyty Naukowe Politechniki Gdańskiej, Nr 320, Budownictwo Okrętowe Nr 33, Wydawnictwo Politechniki Gdańskiej 1980.
12. "Metoda wyznaczania parametrów hydrostatycznych statku przegłębionego" - Miłosz Frąckowiak, Maciej Pawłowski, Zeszyty Naukowe Politechniki Gdańskiej, Nr 278, Budownictwo Okrętowe Nr 27, Wydawnictwo Politechniki Gdańskiej 1978.
13. "Opór i ruchy kutra rybackiego na fali wzdłużnej" - Miłosz Frąckowiak, Zeszyty Naukowe Politechniki Gdańskiej, Nr 130, Budownictwo Okrętowe Nr 15, Wydawnictwo Politechniki Gdańskiej 1968.
14. "Obliczanie tłumienia dla stępek przechyłowych i belkowych" - Miłosz Frąckowiak, Zeszyty Naukowe Politechniki Gdańskiej, Nr 78, Budownictwo Okrętowe Nr 8, Wydawnictwo Politechniki Gdańskiej 1966.
15. "Obliczanie tłumienia przy poprzecznym kołysaniu okrętu" - Miłosz Frąckowiak, Zeszyty Naukowe Politechniki Gdańskiej, Nr 72, Budownictwo Okrętowe Nr 7, Wydawnictwo Politechniki Gdańskiej 1965.
16. "Wyznaczenie tłumienia i momentu bezwładności masy towarzyszącej z kołysań wymuszonych na wodzie spokojnej" - Miłosz Frąckowiak, Zeszyty Naukowe Politechniki Gdańskiej, Nr 52, Budownictwo Okrętowe Nr 5, Wydawnictwo Politechniki Gdańskiej 1964.
17. "Badania modelowe Kołysania poprzecznego holownika 600 KM" - Miłosz Frąckowiak, Zeszyty Naukowe Politechniki Gdańskiej, Nr 36, Budownictwo Okrętowe Nr 3, Wydawnictwo Politechniki Gdańskiej 1963.
18. Zbiór zadań z Teorii Okrętu, część II, pod redakcją Lecha Kobylińskiego, opracowali: Miłosz Frąckowiak, Wiktor Maksymiuk, Stefan Nawrocki, Państwowe Wydawnictwo Naukowe 1962.

### Gdańskie Zeszyty Numizmatyczne
1. "Miłosz Wojciech Frąckowiak - Wspomnienie" - Małgorzata Gizińska, Gdańskie Zeszyty Numizmatyczne, nr 170, Kwiecień-Czerwiec 2023
2. "Emeryk Hutten Czapski. Życie zawodowe i pasja kolekcjonerska" - Miłosz Frąckowiak, Gdańskie Zeszyty Numizmatyczne, nr 132, Grudzień 2014
3. "Prezesi Oddziału Gdańskiego PTN po 1971 roku" - Miłosz Frąckowiak, Gdańskie Zeszyty Numizmatyczne, nr 120, Październik 2013
4. "Jubileuszowy medal PTN Oddziału w Gdańsku" - Miłosz Frąckowiak, Gdańskie Zeszyty Numizmatyczne, nr 120, Październik 2013

### Własne
1. "Zaszczytne i Pamiątkowe Symbole w Polskim Przemyśle Okrętowym" - Miłosz Frąckowiak, Michał Kowalewski, Wydawnictwo: MFMK, 2018, ISBN 978-83-950132-0-1

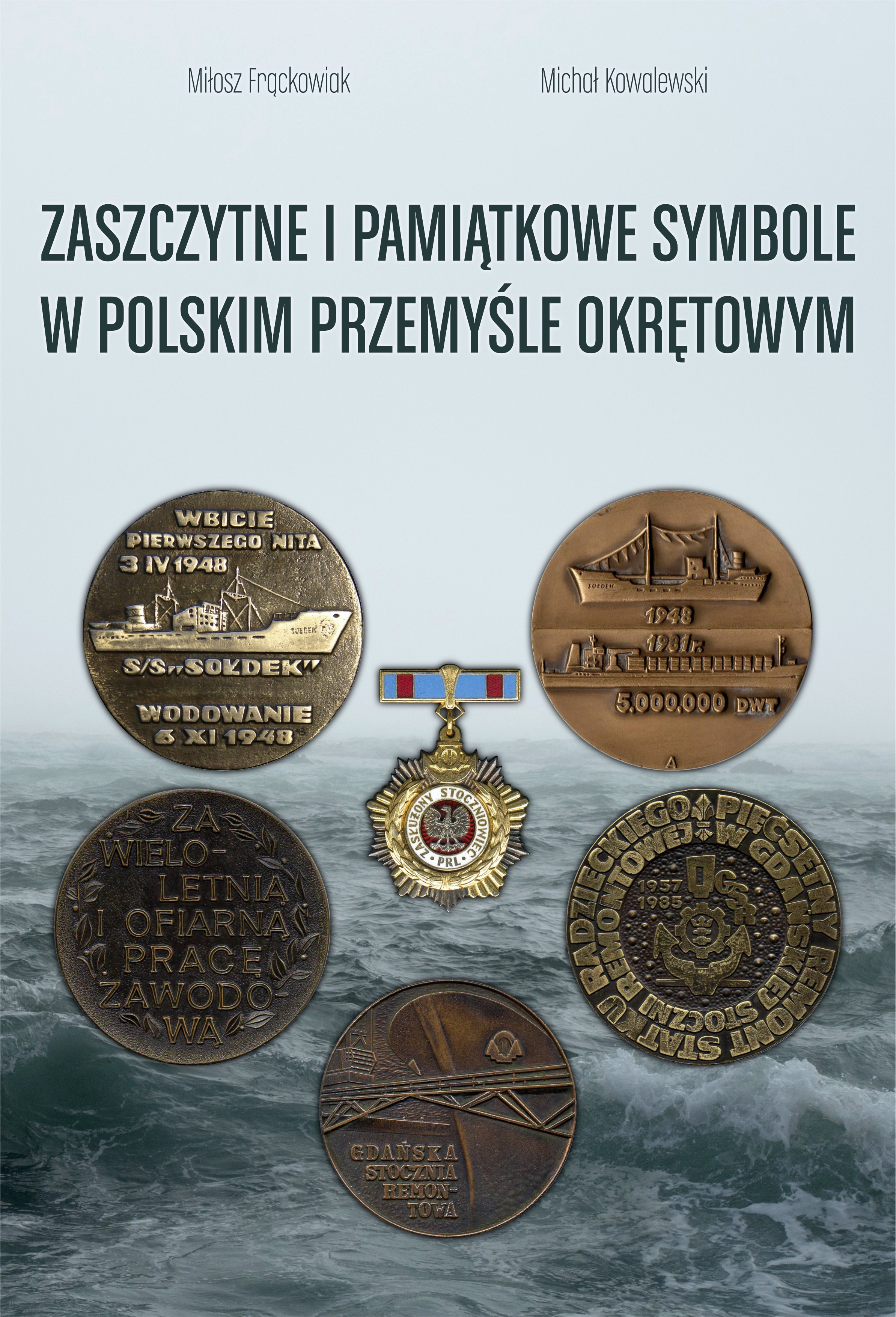
Okładka książki: "Zaszczytne i pamiątkowe symbole w polskim przemyśle okrętowym"

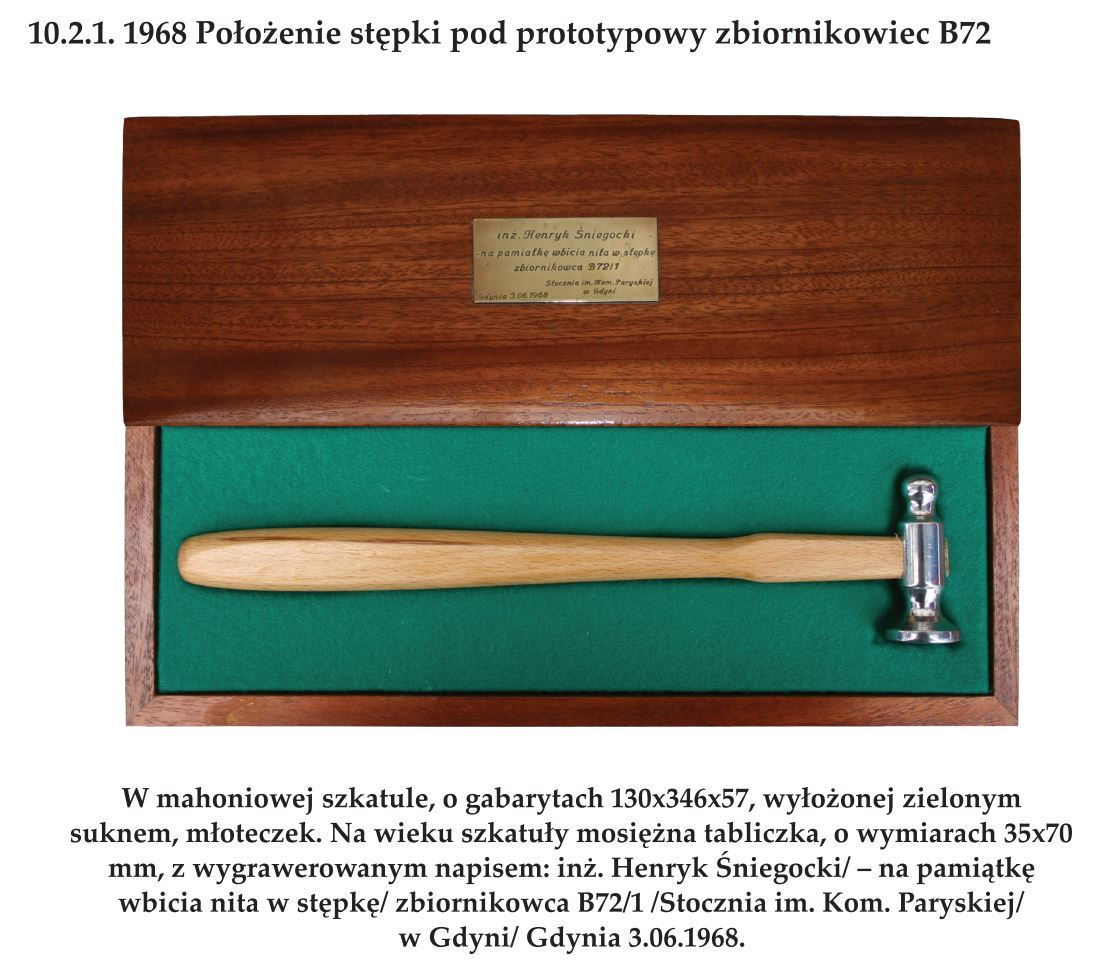
Młoteczek położenia stępki (1968)

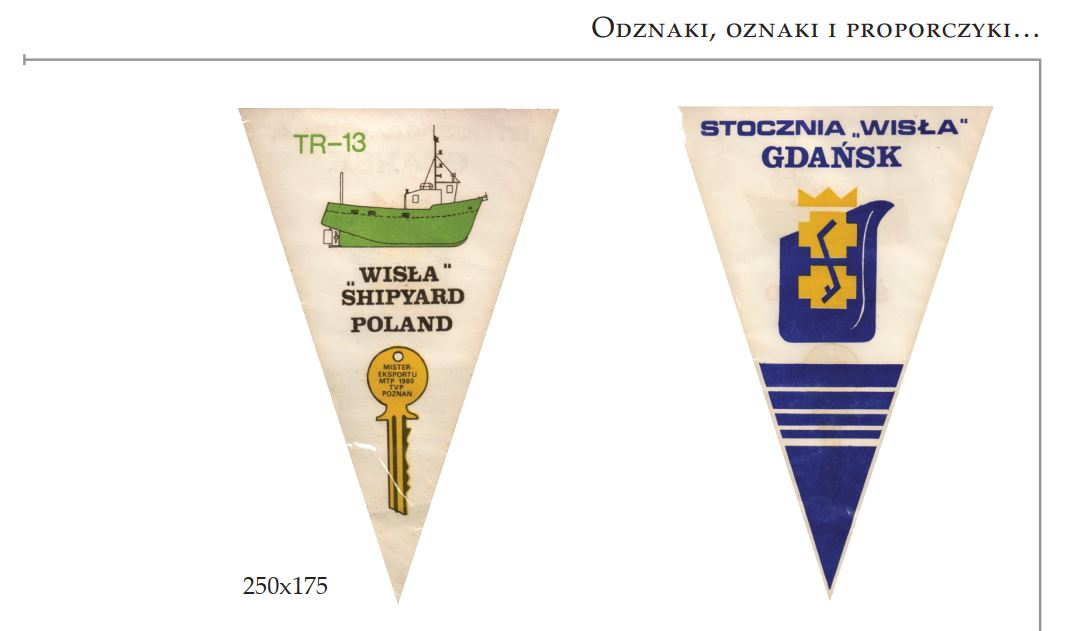
Proporczyki branżowe

W prawie 700-stronicowej książce w unikatowy sposób zobrazowana została historia polskiego przemysłu okrętowego, poprzez prezentację pamiątek nagrodowych, do których zalicza się m.in. medale, toporki, młoteczki, odznaki, dyplomy i wyróżnienia upamiętniające ważne wydarzenia związane z polskim przemysłem stoczniowym, np.: wodowania, osiągnięte normy produkcji, wyróżnienia dla zasłużonych stoczniowców itp. W jednym miejscu zostały przedstawione szczegółowe informacje historyczne o statkach zbudowanych w polskich stoczniach, szczególnych wydarzeniach związanych z ich działalnością oraz o ludziach, którzy tworzyli historię tego przemysłu. Wszystkie zaprezentowane pamiątki pochodzą ze zbiorów prywatnych. Książka stanowi unikatowe źródło wiedzy o niedawnej historii przemysłu okrętowego, który rozwijał się w Gdańsku, Gdyni, Szczecinie czy Ustce, przydatnym zarówno dla osób profesjonalnie interesujących się tymi zagadnieniami, jak również dla tych, którzy w nieszablonowy sposób chcą poznać historię polskich stoczni. Treść książki zilustrowano kolorowymi fotografiami ponad 400 medali i kilkuset innych pamiątek. Zaprezentowano wiele informacji o poszczególnych jednostkach czy wydarzeniach, których odnalezienie niejednokrotnie może być już trudne lub być może nawet niemożliwe. W książce umieszczono dużą ilość tabelarycznych zestawień, uzupełniających poszczególne opisy pamiątek.

## Ciekawostki
W trakcie studiów, na zlecenie Związku Młodzieży Polskiej, sprawował opiekę dydaktyczną w zakresie nauki matematyki nad Stanisławem Sołdkiem, którego imieniem "SOŁDEK" nazwano w 1948 roku pierwszy statek pełnomorski zbudowany całkowicie w Polsce po II wojnie światowej.